# Bonitacja (gleboznawstwo)
Ten artykuł należy dopracować:

przedstawiono sytuację tylko z polskiej perspektywy – artykuł powinien być przekrojowy.
Pomóż go poprawić. Na stronie dyskusji mogą znajdywać się pomocne komentarze.
Bonitacja (z łac. bonus – dobry) – w gleboznawstwie, ocena jakości gleby pod względem wartości użytkowej, uwzględniająca żyzność gleby, stosunki wodne w glebie, stopień kultury gleby i trudność uprawy w powiązaniu z agroklimatem, rzeźbą terenu oraz niektórymi elementami stosunków gospodarczych. W zależności od przyjętej bonitacji wartość tę wyraża się w klasach lub punktach. Przeprowadza się ją w celu zakładania jednolitej ewidencji gruntów, będącej podstawą określenia wymiaru podatku gruntowego, scalania gruntów oraz racjonalnego ich wykorzystania na cele nierolnicze.
Uwzględnia się następujące kryteria: 
- budowa profilu (typ i podtyp gleby, rodzaj, gatunek, miąższość poziomu próchnicznego i zawartość próchnicy, odczyn i skład chemiczny, właściwości fizyczne, oglejenie);
- stosunki wilgotnościowe uwarunkowane położeniem w terenie;
- wysokość nad poziomem morza.

W oparciu o te kryteria gleby zalicza się do odpowiednich klas bonitacyjnych. Uzupełniającymi czynnikami bonitacji są właściwości otoczenia profilu glebowego i warunki uprawy. W polskim systemie bonitacji gleby wyróżnia się 9 klas gleb gruntów ornych: I, II, IIIa, IIIb, IVa, IVb, V, VI, VIZ i 6 klas gleb użytków zielonych: I, II, III, IV, V, VI. W skali kraju gleby orne bardzo dobre i dobre (I–II) zajmują powierzchnię 3,7%, gleby IIIa i IIIb – 18,0%, gleby średniej jakości (IVa i IVb) – 35,2% oraz gleby słabe i bardzo słabe (V i VI) – 37,3% ogólnej powierzchni gruntów ornych. Gleby górskie zajmują 5%. W ogólnej powierzchni użytków zielonych kraju klasy najsłabsze (V i VI) stanowią aż 42,6%.
Klasyfikacja gleb pod gruntami ornymi w Polsce
- Gleby klasy I – gleby orne najlepsze. Są to: czarnoziemy, rędziny kredowe, gleby brunatne (tylko te bogate w próchnicę), mady. Są to gleby najbardziej zasobne w składniki pokarmowe, łatwe do uprawy (przewiewne, ciepłe, nie zaskorupiające się).
- Gleby klasy II – gleby orne bardzo dobre. Mają skład i właściwości podobne (lub nieco gorsze) jak gleby klasy I, jednak położone są w mniej korzystnych warunkach terenowych, co powoduje, że plony roślin uprawianych na tej klasie gleb, mogą być niższe niż na glebach klasy I.
- Gleby klasy III (a i b) – gleby orne średnio dobre. Gleby brunatne, gleby bielicowe. W porównaniu do gleb klas I i II, mają gorsze właściwości fizyczne i chemiczne. Odznaczają się dużym wahaniem poziomu wody w zależności od opadów atmosferycznych. Na glebach tej klasy można już zaobserwować procesy ich degradacji.
- Gleby klasy IV (a i b) – gleby orne średnie. Plony roślin uprawianych na tych glebach są wyraźnie niższe niż na glebach klas wyższych, nawet gdy utrzymywane są one w dobrej kulturze rolnej. Gleby te są bardzo podatne na wahania poziomu wód gruntowych.
- Gleby klasy V – gleby orne słabe. Do tej klasy należą gleby kamieniste lub piaszczyste o niskim poziomie próchnicy. Są ubogie w substancje organiczne. Do tej klasy zalicza się również gleby orne słabe położone na terenach nie zmeliorowanych albo takich, które do melioracji się nie nadają.
- Gleby klasy VI - gleby orne najsłabsze. Próba uprawy roślin na glebach tej klasy niesie ze sobą duże ryzyko uzyskania bardzo niskich plonów, bardzo niski poziom próchnicy. Wyróżnia się klasę VIz nadającą się tylko do zalesienia.